# Antonio Ortega Gutiérrez
Antonio Ortega Gutiérrez, né le 17 janvier 1888 à Rabé de las Calzadas en Castille-et-León et mort le 15 juillet 1939 à Alicante, est un militaire espagnol qui participe à la guerre d'Espagne dans les rangs de l'Armée populaire de la République. Il est gouverneur civil du Guipuscoa du 6 août au 2 novembre 1936. Il dirige du 28 mai au 18 juillet 1937 la Dirección General de Seguridad (DGS). Il est nommé colonel et dirige différentes unités de l'armée populaire.
C'est au cours de l'année 1937 qu'il est nommé président du Real Madrid Club de Futbol, renommé Madrid Football Club pendant la Seconde République espagnole. Dans une interview au journal ABC le 15 novembre 1938, il dévoile sa vision de l'avenir du club. Un football où les joueurs ne sont plus échangés comme des jetons. 
Le Real de Madrid refuse toujours depuis la mort de Franco d'ouvrir ses archives aux historiens, et le nom du président Antonio Ortega Gutiérrez ne figure pas dans l'histoire officielle du club,.

## Biographie
En juillet 1936, au moment où débute la guerre civile, Antonio Ortega est lieutenant des carabiniers, stationné à Irun, à la frontière franco-espagnole. À ce moment-là, il fait partie du corps des carabiniers (es) depuis trente ans.
Au début du conflit, le 6 août 1936, il est nommé gouverneur civil du Guipuscoa. Il prend le commandement des forces républicaines dans la campagne du Guipuscoa après que le commandant Augusto Pérez Garmendia fut fait prisonnier à Oiartzun. Entre août et septembre, il participe aux combats autour d'Irun et de Saint-Sébastien. Dans la bataille d'Irun, il se porte au devant des forces de carabiniers avec le lieutenant Ricardo Gómez (es). Plus tard, il est déplacé dans la zone centrale et participe à la défense de Madrid à la tête de plusieurs unités, comme la colonne « Ortega » ou plus tard, comme lieutenant-colonel, la 7e division (es).
En mai 1937, le nouveau gouvernement républicain de Juan Negrín le nomme directeur général de la sécurité (DGS). Le fait est qu'à cette époque, il a rejoint le parti communiste (PCE) . Selon l'historien Hugh Thomas, Antonio Ortega est responsable de l'arrestation d'Andreu Nin et d'autres dirigeants du POUM.  L'arrestation puis la disparition d'Andreu Nin par des agents soviétiques a un grand impact en zone républicaine. Après un autre incident, cette fois-ci entre la police et le juge enquêtant sur la disparition de Nin, le gouvernement décide de destituer Ortega et de l'envoyer à un poste de commandement sur le front. Le directeur adjoint de la DGS, Gabriel Morón (es), prend la direction de la DGS. Antonio Ortega, quant à lui, devient pendant un certain temps commandant du  VIe corps d'armée (es).
Le 30 mai 1938, il est nommé commandant du IIIe corps d'armée (es). De mars 1939 jusqu'à la fin de la guerre, toujours à la tête de cette unité, il est déployé sur le front du Centre.
Durant le coup d'État de Casado (es), il soutient les unités du colonel Barceló Jover et du colonel Bueno Núñez del Prado (es) en face du Conseil national de défense et des divisions du colonel Casado. Lorsque la situation penche en faveur des unités du Conseil de défense et malgré son militantisme communiste, Ortega se propose comme médiateur entre les forces loyales à Juan Negrín et les Casadistas, alliés de Casado. Le coup d'État réussit et Ortega est destitué du commandement du IIIe corps d'armée.
Après la fin du conflit, Antonio Ortega est capturé par les franquistes et exécuté à Alicante.

### Biographie
- (ca) Frederic Porta et Ramon Usall, « El president del Reial Madrid executat », Sàpiens, no 191,‎ février 2018, p. 32-42 (ISSN 1695-2014).
- Nicolas Guillermin, « Ligue des champions. Le président oublié du Real Madrid », L'Humanité,‎ 6 mars 2018 (ISSN 0242-6870, lire en ligne, consulté le 8 mai 2018).